# Mpule Kwelagobe
Mpule Kwelagobe, född 14 november 1979, från Gaborone, Botswana blev Miss Universum 1999.

## Biografi
Kwelagobe föddes i Gaborone, som den yngsta dottern av tre syskon. 1997 flyttade hon till Lobatse för att studera elektronik och naturvetenskap.
Mpule Kwelagobe blev den första vinnaren av Miss Universumtiteln som tävlade för ett land från Afrika. Efter tävlingen utsågs hon till Goodwillambassadör för FN, där hon fokuserade på ungdomar och HIV/AIDS. 1999 grundade hon MPULE Foundation, med fokus på HIV/AIDS. Organisationen fick 2001 Human Health Rights Award av International Association of Physicians in AIDS Care. 2000 startade hon organisationen Mpule Kwelagobe Children Centre.
Hon tog en doktorsgrad i International Political Economy vid Columbia University och har mottagit Global Lion Leadership Award från Lions Club International 2001.